# La rue Montorgueil

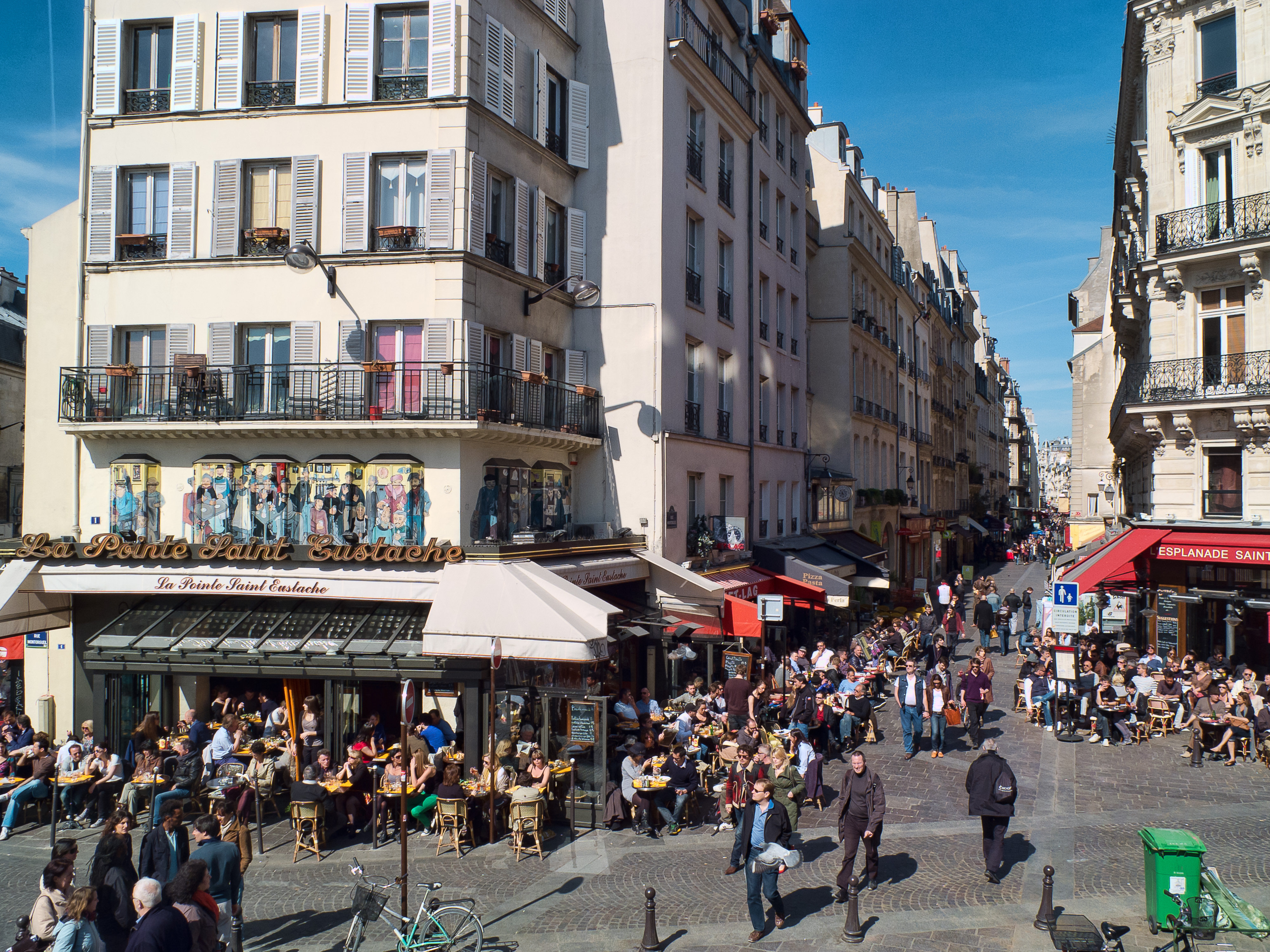
Scorcio della via raffigurata da Monet

La Rue Montoregueil a Parigi. Festa del 30 giugno 1878 (La Rue Montorgueil à Paris. Fête du 30 juin 1878) è un dipinto del pittore francese Claude Monet, realizzato nel 1878 e conservato al Musée d'Orsay di Parigi.

## Descrizione

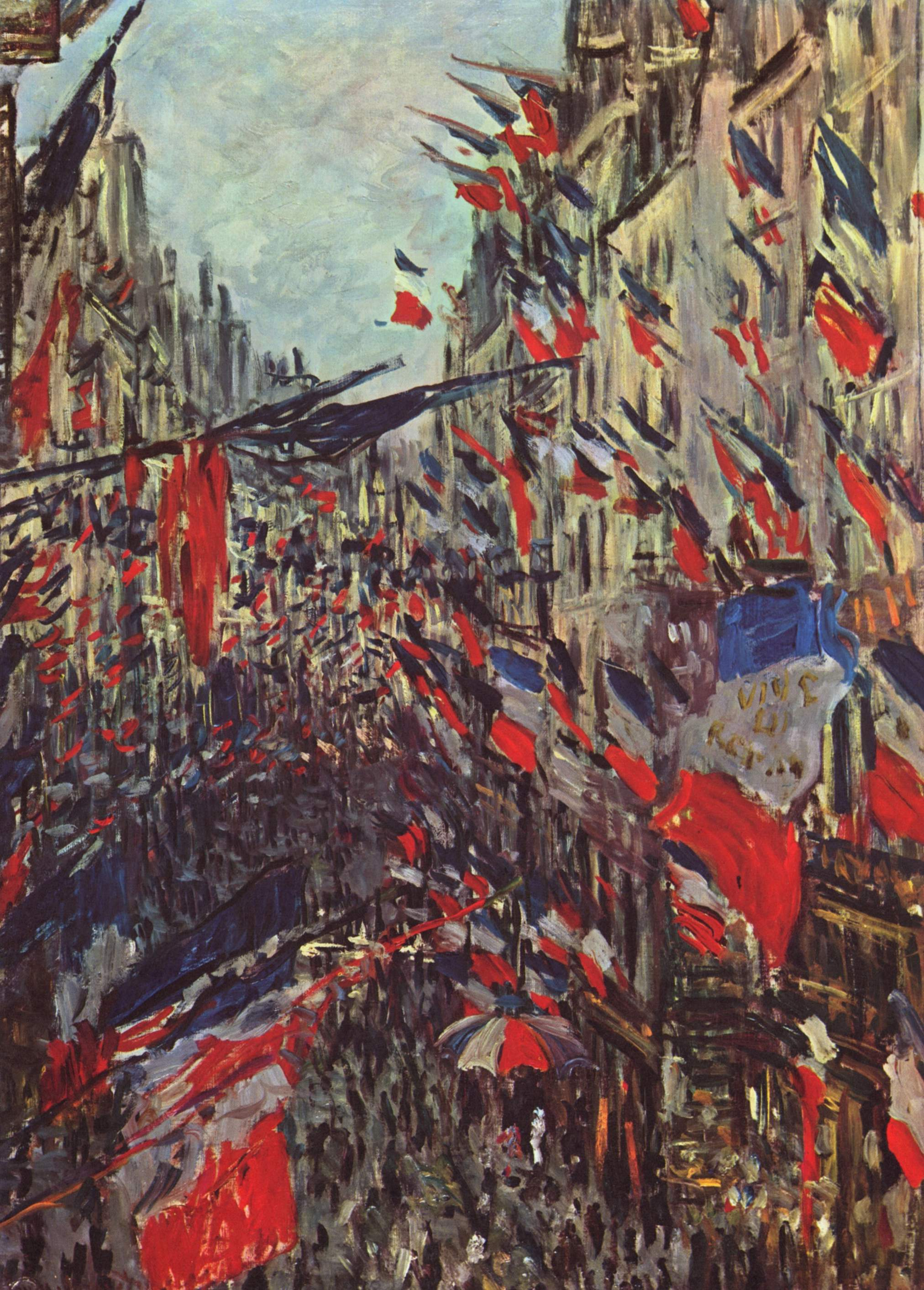
Claude Monet, Festa nazionale a Rue Saint-Denis (1878); olio su tela, musée des Beaux-Arts, Rouen

Pur essendo un pittore intimamente legato alle campagne intorno a Parigi, con i loro prati smaglianti di papaveri e densi di cespugli e di masse dei fiori, Monet spesso si cimentò anche nella raffigurazione di paesaggi urbani, scoprendovi gli affascinanti ritmi della modernità, oltre che spunti pittorici assolutamente inediti. La Parigi raffigurata da Monet è infatti quella che il barone Haussmann aveva appena trasformato in moderna capitale con l'apertura di grandi arterie di traffico, i cosiddetti boulevard, presso i quali la benestante borghesia parigina trascorreva il proprio tempo passeggiando all'ombra degli eleganti palazzi signorili o affollando i ristoranti, i caffè e i negozi ivi collocati.
Rue Montorgueil è proprio un boulevard che, partendo dall'enorme complesso commerciale di Les Halles, si inoltrava nelle viscere urbane del II arrondissement di Parigi. In La rue Montorgueil Monet sceglie di raffigurare proprio la società parigina al massimo del suo fulgore, una società che cresce e che con i radicali mutamenti sociali e industriali dell'Ottocento tendeva a farsi sempre più dinamica e frenetica. Il pittore, mantenendosi su un punto di vista alto, nell'opera rappresenta la rue Montorgueil in un tripudio di tricolori francesi svolazzanti: evidente è il concorso di folla accorsa in strada per celebrare la «festa della pace e del lavoro», ricorrenza in auge a partire dal 1878 nella quale si celebrava l'entusiasmo nazionale della Francia dopo la disastrosa sconfitta franco-prussiana.
Monet, tuttavia, non si lascia trascinare dall'esultanza per la festa nazionale e si limita ad osservare i parigini dall'alto, agendo come un vero e proprio «reporter». Il pittore, infatti, ritiene l'avvenimento un pretesto eccellente per sperimentare la sua tecnica impressionista, che traeva impulso proprio da soggetti moderni e dinamici come questo: le virgolettature impressioniste, rapide e vibranti, riescono a cogliere squisitamente l'accaloramento dei parigini e il trionfante sventolio delle bandiere.
Di grande interesse è anche lo studio del colore: tipico della pittura di Monet e, più in generale, di tutti gli Impressionisti. Il pittore, infatti, è affascinato dal farsi continuo del colore che, infrangendosi e smaterializzandosi, abbraccia l'idea di un mondo in perpetuo divenire dove quello che conta in pittura è non tanto descrivere con minuzia le realtà fenomeniche che ci circondano, bensì cogliere l'impressione di un attimo, diversa e autonoma rispetto a quella dell'attimo immediatamente precedente e di quello successivo. L'opera, in effetti, è animata da colori che colpiscono vivamente i sensi e la fantasia: i blu, i bianchi e i rossi del tricolore francese, con la loro magnificenza cromatica, fanno brillare tutta la tela (come hanno giustamente osservato i curatori del museo d'Orsay, museo presso il quale è esposta l'opera, «i tre colori che Monet fa vibrare sono quelli della Francia moderna»).